# Dirphia imaculata
Dirphia imaculata är en fjärilsart som beskrevs av Testout. 1939. Dirphia imaculata ingår i släktet Dirphia och familjen påfågelsspinnare. Inga underarter finns listade i Catalogue of Life.